# Corydoras tukano
Corydoras tukano är en fiskart som beskrevs av S.John Britto och Lima 2003. Corydoras tukano ingår i släktet Corydoras och familjen Callichthyidae. Inga underarter finns listade i Catalogue of Life.